# Trofeo Federale 2010
Il Trofeo Federale 2010 è stato la 25ª edizione di tale competizione, e si è concluso con la vittoria del Tre Fiori, al suo terzo titolo.

## Risultati
- Semifinali

A)  Tre Fiori -  Virtus 2 - 1
B)  Tre Penne -  Faetano 3 - 0
- Finale - 24 novembre 2010

C)   Tre Fiori -  Tre Penne 1 - 0